# Geronimo Stilton
 (mars 2014).
 (juin 2016).
Si vous disposez d'ouvrages ou d'articles de référence ou si vous connaissez des sites web de qualité traitant du thème abordé ici, merci de compléter l'article en donnant les références utiles à sa vérifiabilité et en les liant à la section « Notes et références ».
 (mars 2014).
Geronimo Stilton, une série italienne de livres et de bandes dessinées pour enfants. Le héros de cette série en est l'auteur fictif, la véritable autrice étant Elisabetta Dami.
La série est publiée en français par les éditions Albin Michel Jeunesse pour les livres et par les éditions Origo et Glénat pour les bandes dessinées,. La version originale est produite par Edizioni Piemme de Milan. Cette série est destinée aux enfants de 8 à 12 ans. 
Le personnage principal, Geronimo Stilton, est une souris parlante qui vit à Sourisia, capitale de l'Île des Souris. Il est un journaliste et directeur de l'Écho du rongeur, le journal le plus populaire publié sur cette île.
La série a également son adaptation en dessin animé.

## Personnages

### Famille Stilton

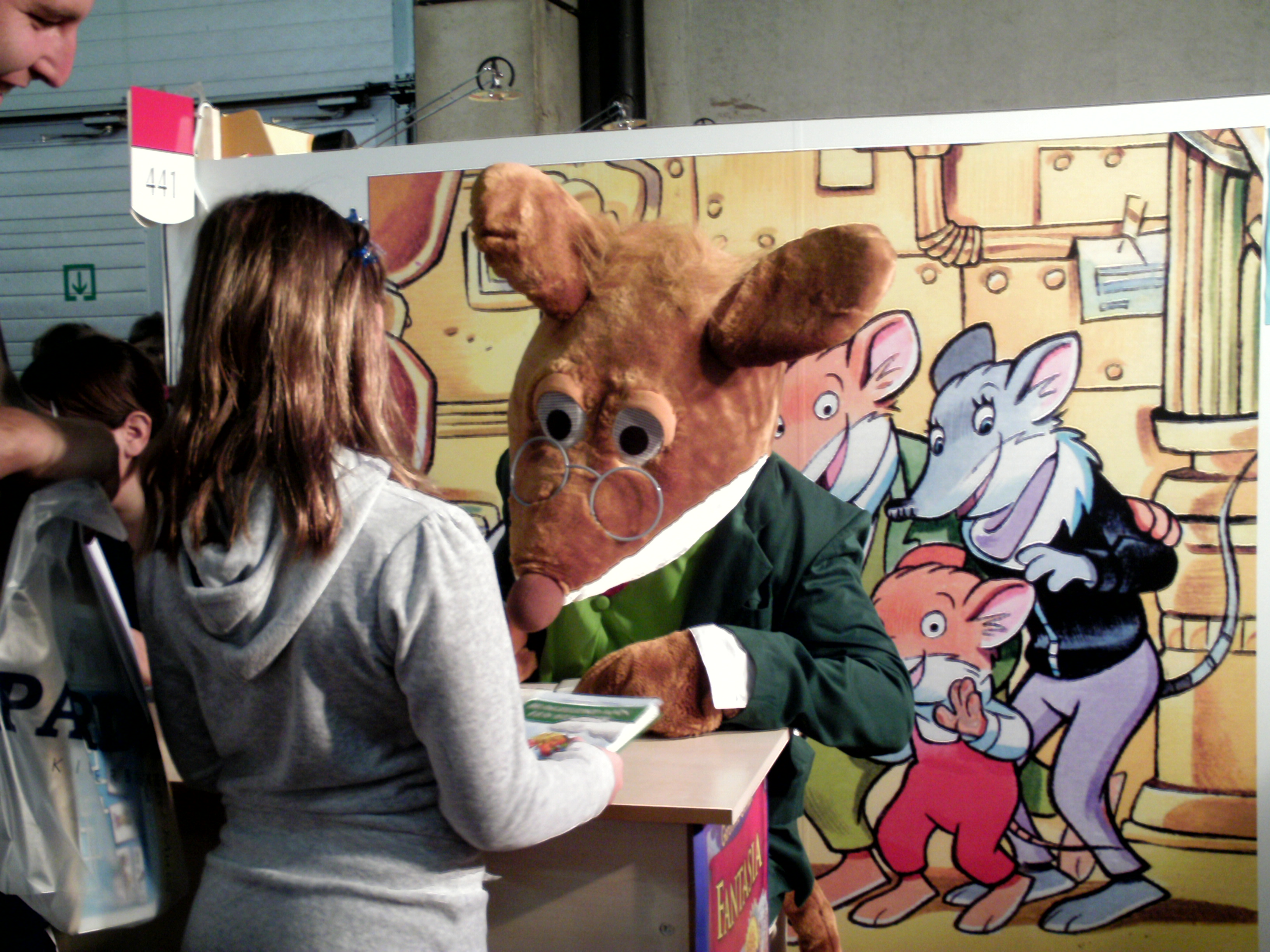
Séance de dédicaces au Salon du Livre d'Anvers de 2008. On aperçoit à droite quelques-uns des personnages dessinés.

Geronimo StiltonRédacteur en chef du journal L'Écho du rongeur, il est intellectuel, cultivé et propre sur lui, passionné par la littérature et l'écriture de livres. Il aime la musique classique, la nature, le golf, et collectionne les croûtes de fromages du XVIIe siècle. Solitaire et casanier dans les premières histoires, Geronimo Stilton devient progressivement plus moderne, amical et ouvert d'esprit au fur et à mesure de ses expériences et de ses rencontres. Néanmoins, il se montre parfois timide, gaffeur, et prend peur facilement. Politiquement, Geronimo est économiquement conservateur, et socialement écologiste. Très attaché à sa famille et à ses amis, surtout à son neveu Benjamin et à son poisson rouge Hannibal, il déteste voyager, en raison de son mal des transports. Malgré tout, il est souvent entraîné dans des aventures rocambolesques autour du monde, "à faire pâlir la mimolette", comme il le dit souvent.
Téa StiltonJeune sœur de Geronimo. Sportive et dynamique, elle est l'envoyée spéciale de L'Écho du rongeur. C'est une photographe, toujours à la recherche de scoops. Elle possède une moto, un avion, aime les courses de voitures et les sauts en parachute, est également ceinture noire en karaté et spécialiste de survie dans la nature. Téa est la petite-fille favorite de son grand-père, Honoré Tourneboulé alias Panzer.
Traquenard StiltonCousin bon vivant, gourmand, rusé et farceur de Geronimo et de Téa. Il adore jouer des tours à son cousin. Vivant dans un ancien wagon aménagé, il multiplie les petits boulots pour vivre. C'est un personnage plus complexe qu'il n'y paraît.
Benjamin StiltonLe neveu préféré de Geronimo. Il a environ 10 ans. Mature pour son âge, gentil et poli, très curieux et entreprenant. Son rêve est de devenir journaliste auprès de son oncle.
Honoré Tourneboulé alias Panzer Grand-père paternel de Geronimo et fondateur de L'Écho du rongeur. Spécialiste des questions économiques, c'est un robuste rongeur, exigeant, capricieux et parfois tyrannique, mais très attaché à sa famille. Avant de devenir journaliste, Honoré a travaillé comme footballeur professionnel, métier qui lui a valu son surnom. Il est actuellement propriétaire du club de football où il a travaillé étant jeune.
Pina SourondeGouvernante du grand-père de Geronimo, toujours munie de son rouleau à pâtisserie pour cuisiner et se défendre. Tout comme son patron, elle a un très fort caractère. Elle est la propriétaire d'un camping-car jaune fromage, d'où elle voyage avec Honoré Tourneboulé. C'est la petite amie de Souterrat Ténébrax.
Tante Toupie Tante préférée et ancienne tutrice de Geronimo, Téa et Traquenard, sentant toujours la lavande. Elle a donné à Geronimo le goût de la lecture et de l'écriture. C'est également la tutrice de Benjamin.
Oncle Épilon Défunt mari de Tante Toupie, capitaine de marine qui a disparu en mer lors d'un voyage. Son destin est raconté dans le tome 19.
Tante Margarine Seconde tante préférée de Geronimo, pâtissière de métier. Elle a deux filles jumelles, Raclette et Fondue. Elle a toujours des beignets au triple chocolat dans son sac à offrir à ses proches.
Oncle Cancoillote Mari de Tante Margarine, propriétaire d'un magasin de jouets à Sourisia où il vit avec son épouse et ses filles Raclette & Fondue. Comme la plupart des membres de sa famille, il est tranquille, souriant et sociable, bon vivant.
Raclette & Fondue Filles jumelles de tante Margarine et d'oncle Cancoillote. Habitées par la danse, elles se déplacent toujours à pas de danse et sont vêtues d'un tutu jaune fromage.
Grand-mère Rose Grand-mère maternelle de Geronimo, elle vit à la campagne, dans une ferme à côté du lac Mascarpone. Geronimo adore cet endroit et s'y rend souvent quand il veut échapper à la frénésie citadine. C'est Rose qui a insufflé à Geronimo ses convictions écologistes et son amour pour la nature.
Grand-père Rhododendron Marié à grand-mère Rose, agriculteur, il est très énergique, passionné par la culture d'azalées. Gourmand et aspirant poète, il rêve de publier un jour un recueil de poésie.
Oncle Raristote Professeur de philosophie, chaussé de grosses lunettes de vue, érudit et un peu gaffeur. Geronimo est très attaché à son oncle, car il lui a permis de réussir ses études.
Oncle Artère Oncle de Geronimo, pharmacien, c'est une souris hypocondriaque et maniaque, craignant toujours d'attraper toutes sortes de maladies.
Oncle PétardOncle de Geronimo, il est réputé pour ses farces et son sens de l'humour.
Demilord Zanzibar Oncle de Geronimo rencontré pour la première fois dans le tome 10, propriétaire terrien et rentier, il est connu dans toute l'Île des Souris pour son avarice et son caractère casanier. Il vit avec son fils Rejeton dans le château de Castel Radin, où, pour économiser, il n'utilise ni chauffage, ni électricité, ni eau chaude. Chaque nuit, il adore compter ses pièces d'or qu'il garde dans un coffret depuis une pièce secrète.
Rejeton Zanzibar C'est un rongeur grand, maigre et jaunâtre, médiocre et prétentieux. Héritier de son père Demilord, dont il partage l'obsession de devoir économiser coûte que coûte sur la moindre chose.
Égoutine de Puantesse-FétideFiancée de Rejeton Zanzibar et riche héritière, timide. Sa rencontre avec Geronimo Stilton et sa famille va la faire considérablement évoluer.
Astolphe Balépattes Mythique et défunt arrière-arrière-grand-père de Démilord Zanzibar, c'est l'ancêtre commun de la famille Stilton par son épouse Blanchequeue Stilton, arrière-arrière-grand-mère de Geronimo. Réputé pour être un rongeur si radin que lorsqu'il parlait, il ne prononçait qu'un mot sur deux, pour économiser son souffle. C'est le constructeur du château de Castel Radin, "le cauchemar d'un architecte".
TraquelineLa petite cousine de Geronimo, fille cachée de Traquenard, issue d'une relation sans lendemain. Elle apparait dans la série principale à partir du tome 79, lorsque Traquenard découvre son existence.

### Amis et collègues de travail de Geronimo Stilton
Professeur Ampère VoltMeilleur ami de Geronimo Stilton, rencontré dans le tome 6. C'est un scientifique et inventeur de génie. Très travailleur, érudit et passionné, c'est un grand voyageur, passionné par les Sciences et l'Histoire. Il déménage souvent avec son laboratoire pour ne pas avoir d'ennuis. Son invention la plus célèbre est le Ratonautilus, premier prototype de machine à voyager dans le temps.
Pinky PinkAssistante personnelle de Geronimo Stilton et chroniqueuse à L'Écho du rongeur. Bien qu'elle n'ait que 14 ans, et qu'elle soit têtue et énervante, Geronimo est très attachée à elle car non seulement elle est brillante, enthousiaste et talentueuse, mais elle est à l'origine d'un profond changement de mode de vie et de personnalité pour Geronimo, raconté dans le tome 7.
Patty SpringAmie proche de Geronimo Stilton à partir de leur rencontre lors du tome 37, c'est une journaliste australienne installée sur l'Île des Souris. Passionnée par la nature, elle la défend de toutes ses forces avec son frère Dakota Spring. Elle aime la musique classique, le chant, les voyages et l'aventure. Au fur et à mesure des tomes, une relation amoureuse se forme entre Patty et Geronimo.
Pandora WozNièce préférée de Patty Springs, élevée par cette dernière. Elle a 9 ans et est comme sa tante passionnée par la nature. Meilleure amie de Benjamin Stilton, dont elle est secrètement amoureuse.
Farfouin ScouitVieil ami d'enfance de Geronimo et détective privé. Il adore les mystères et raffole des bananes. Avec Geronimo en tant que journaliste, il mène de nombreuses enquêtes policières. Il fait partie des nombreux admirateurs de Téa Stilton.
Ténébreuse TénébraxAmie proche de Geronimo et de Téa. D'abord costumière, puis réalisatrice de films d'horreur, habillée de sa robe mauve, elle vit dans une tombe aménagée au cimetière de Sourisia. C'est la fille du croque-mort Souterrat Ténébrax. Intelligente et déterminée, mais très exigeante. Elle possède un corbillard décapotable, la Chauve-souris qui rugit. Ténébreuse Ténébrax ne cache pas ses sentiments amoureux pour Geronimo, mais ce dernier n'y est pas sensible, la trouvant trop différente de lui. Ténebreuse est la propriétaire de Chovsoukri, une petite chauve-souris domestique qui lui sert de messagère.
ChacalAmi proche de Geronimo rencontré dans le tome 30, coach sportif très tonique. Il souhaite faire de son ami Geronimo une super souris, souvent à son insu. Il aime les sports extrêmes, l'environnement et le rock'n'roll. Admirateur de Téa Stilton, il est très jaloux de Farfouin Scouit.
Chantilly KhasimirSecrétaire de la rédaction de L'Écho du Rongeur et amie proche de Geronimo Stilton.
Mauve-Ezeuil Mallet-FilsAmi proche de Geronimo Stilton depuis le tome 14. C'est un croque-mort très réputé à Sourisia. Toujours vêtu de noir et de violet, il est fasciné par les cimetières.
SourigonDirecteur commercial de L'Écho du Rongeur et ami proche de Geronimo Stilton. Il est très travailleur et enthousiaste, débordant d'idées et d'énergie.
Wild WillieArchéologue et ami proche de Geronimo Stilton.
Mini TaoRédactrice à L'Écho du Rongeur et championne mondiale de karaté. C'est une cousine de Chacal.
Savarin GratinCuisinier le plus réputé de Sourisia et meilleur ami de Traquenard Stilton depuis l'enfance.
Batifol BeignetPropriétaire du magasin de farces et attrapes « Au rat farceur » et ami proche de Traquenard.
SourisetteSecrétaire personnelle de Geronimo Stilton à L'Écho du Rongeur, très dévouée.
Centron LafeinteJoueur de football professionnel, capitaine du Rattonia Football Club de Sourisia, dont le propriétaire est Honoré Tourneboulé. Sans lunettes, c'est un sosie parfait de Geronimo.
Souterrat TénébraxPère de Ténébreuse Ténébrax, il dirige une entreprise de pompes funèbres. Veuf, il est en couple avec Pina Souronde, la gouvernante d'Honoré Tournéboulé.
Honoré SouratonMaire de Sourisia et vieil ami de Geronimo Stilton, c'est la personnalité politique la plus importante de l'Île des Souris.
Eréscouit ScouitCousin de Farfoin Scouit et scientifique. Il raffole des pistaches. Après une longue traversée du désert, il se lie d'amitié avec le Professeur Ampère Volt, qui l'aide a construire la neuvième machine à voyager dans le temps, la Bananakronos.
Squittuzza ScouitGrand-mère de Farfouin Scouit. Elle adore son neveu et est une couturière à la retraite.
Dakota SpringFrère jumeau de Patty Spring, réalisateur de documentaires pour la télévision, il consacre sa vie à la défense de l'environnement. Fasciné par les voyages, il collectionne des cartes anciennes de géographie venant du monde entier.
Soury Van RattenOncle de Pinky Pick et amateur de café. Il travaille comme archiviste à L'Écho du rongeur.
Papi Frankenstaïe TénébraxGrand père de Ténebreuse et égyptologue très distrait, il adore raconter des blagues d'humour noir.
Mami Crypte TénébraxÉcrivaine et épouse de Frankenstaïe Ténébrax, elle écrit des histoires d'épouvante. Elle possède une tarentule de compagnie, Dolores.
Frissonnette TénébraxNièce préférée de Ténébreuse et amie de Benjamin Stilton, elle écrit un journal intime, très réussi selon Geronimo.
Sgnic et Sgnac TénébraxNeveux et jumeaux taquins, spécialistes d'informatique et insupportables, ils adorent faire des farces.
Bébé TénébraxBébé abandonné et adopté par la famille Ténébrax, il dort dans un berceau en forme de cercueil.
Le Majordome de la famille TénébraxTrès dévoué à sa famille, snob et gentleman. Il est le propriétaire d'Anémine, la plante carnivore de garde de la famille Ténébrax, et de Kafka, le cafard de garde de la famille.
Madame LatombeGouvernante de la famille Ténébrax et épouse du Majordome, elle est violoniste. Un canari-garou féroce, Caruso, vit dans sa chevelure cotonneuse.
Monsieur JosephCuisinier de la famille Ténébrax, il prépare une fricassée à base d'asticots, de cafards et de sangsues, transmise et renouvelée de père en fils depuis 900 ans, dont raffolent la famille Ténébrax.
Squittisquaw ScouitGrand-tante de Farfouin Scouit, elle est passionnée par la culture des Amérindiens d'Amérique.
La ChoseÊtre vivant mystérieux qui vit dans les douves du château de la famille Ténébrax et digère tout ce qui tombe dedans.
MerryAssistante personnelle de Pinky Pick dont elle est une camarade de classe, c'est également la directrice du journal pour enfants et adolescents Tohu-Bohu, jumelé à L'Écho du rongeur.
Zéro Zéro KAgent secret travaillant pour le gouvernement de l'Île des Souris et ami de Geronimo Stilton.
Navigarat TénébraxAmiral à la retraite et cousin de Ténebreuse Ténébrax, c'est un chasseur de vaisseaux fantômes.
OlivierAmi et camarade de classe de Benjamin Stilton et de Pandora Woz, c'est un garçon joyeux et positif. Il est handicapé et se déplace en fauteuil roulant. C'est un sportif passionné.
Verminus et Fantasmagogo TénébraxCousins de Ténebreuse Ténébrax, couple de motards punks, ils font le tour du monde en quête d'aventure.
Lunya TénébraxAstronome et cousine de Ténebreuse Ténébrax, découvreuse d'une nouvelle étoile auquel elle a donné le nom : "Bof".
Walkyrie TénébraxStyliste renommée et cousine de Ténébreuse Ténébrax, elle a lancé le look "Fossoyeux", très populaire chez les jeunes de l'île des Souris.
Torturin Tarabuste-TénébraxPrésentateur du jeu télévisé "Piège à souris". C'est un cousin de Ténébreuse Ténébrax.
Scélérat TénébraxDisc-jockey et cousin de Ténébreuse Ténébrax. Il dirige une radio nocturne, Radio-Ténébrax.

### Ennemis de Geronimo Stilton
Sally RasmaussenEnnemie jurée de Geronimo Stilton et de son entourage depuis toujours. Malhonnête, prétentieuse et tyrannique, elle dirige La Gazette du rat, le journal concurrent de L'Écho du rongeur. Elle cherche à détruire l'Écho du Rongeur par tous les moyens, y compris les plus illégaux.
Ombre RasmaussenCambrioleuse professionnelle, la plus recherchée du monde. C'est la cousine de Sally Rasmaussen, mais bien plus dangereuse, malveillante et intelligente que sa cousine. Séduisante et gracieuse, elle entretient une relation ambiguë amie-ennemie avec Geronimo Stilton.
Chattardon III de ChattardisEmpereur de l'Île des Chats. Totalitaire, tyrannique, paresseux et gourmand, il rêve de s'emparer de l'Île des Souris par la force, à la tête de sa flotte, et de réduire les souris en esclavage.
NemoEnnemi juré des chats et des rongeurs, c'est un rat d'égout mystérieux et maléfique, très rusé et impitoyable, qui rêve de conquérir l'Île des Souris et de devenir un empereur totalitaire. Le symbole de l'organisation criminelle mafieuse qu'il dirige est une araignée noire. C'est le seul véritable antagoniste de la série.

## L'Écho du rongeur
C'est le lieu de travail de Geronimo Stilton. C'est là qu'il fabrique le journal du même nom, le plus lu à Sourisia.
|                          | 1 | 2 | 3 | 4 | 5 | 6 | 7 | 8 | 9 | 10 | 11 | 12 | 13 | 14 | 15 | 16 | 17 | 18 |
| ------------------------ | - | - | - | - | - | - | - | - | - | -- | -- | -- | -- | -- | -- | -- | -- | -- |
| Personnages              |   |   |   |   |   |   |   |   |   |    |    |    |    |    |    |    |    |    |
| Geronimo Stilton         |   |   |   |   |   |   |   |   |   |    |    |    |    |    |    |    |    |    |
| Téa Stilton              |   |   |   |   |   |   |   |   |   |    |    |    |    |    |    |    |    |    |
| Traquenard Stilton       |   |   |   |   |   |   |   |   |   |    |    |    |    |    |    |    |    |    |
| Benjamin Stilton         |   |   |   |   |   |   |   |   |   |    |    |    |    |    |    |    |    |    |
| Pinky Pick               |   |   |   |   |   |   |   |   |   |    |    |    |    |    |    |    |    |    |
| Ampère Volt              |   |   |   |   |   |   |   |   |   |    |    |    |    |    |    |    |    |    |
| Honoré Tourneboulé       |   |   |   |   |   |   |   |   |   |    |    |    |    |    |    |    |    |    |
| Chantilly Khasimir       |   |   |   |   |   |   |   |   |   |    |    |    |    |    |    |    |    |    |
| Sourisette               |   |   |   |   |   |   |   |   |   |    |    |    |    |    |    |    |    |    |
| Sourigon                 |   |   |   |   |   |   |   |   |   |    |    |    |    |    |    |    |    |    |
| Merry                    |   |   |   |   |   |   |   |   |   |    |    |    |    |    |    |    |    |    |
| Sally Rasmaussen         |   |   |   |   |   |   |   |   |   |    |    |    |    |    |    |    |    |    |
| Mauve-Ezeuil Mallet-Fils |   |   |   |   |   |   |   |   |   |    |    |    |    |    |    |    |    |    |

## Collections

### Geronimo Stilton
1. Le Sourire de Mona Sourisa
2. Le Galion des chats pirates
3. Un sorbet aux mouches pour Monsieur le Comte
4. Le Mystérieux Manuscrit de Nostraratus
5. Un grand cappuccino pour Geronimo
6. Le Fantôme du métro
7. Mon nom est Stilton, Geronimo Stilton
8. Le Mystère de l'œil d'émeraude
9. Quatre Souris dans la jungle noire
10. Bienvenue à Castel Radin
11. Bas les pattes, tête de reblochon !
12. L'Amour, c'est comme le fromage…
13. Gare au yéti !
14. Le Mystère de la pyramide de fromage
15. Par mille mimolettes, j'ai gagné au Ratoloto !
16. Joyeux Noël, Stilton !
17. Le Secret de la famille Ténébrax
18. Un week-end d'enfer pour Geronimo
19. Le Mystère du trésor disparu
20. Drôles de vacances pour Geronimo !
21. Un camping-car jaune fromage
22. Le Château de Moustimiaou
23. Le Bal des Ténébrax
24. Le Marathon du siècle
25. Le Temple du rubis de feu
26. Le Championnat du monde de blagues
27. Des vacances de rêve à la pension Bellerate
28. Champion de foot !
29. Le Mystérieux Voleur de fromage
30. Comment devenir une super-souris en quatre jours… Et demi
31. Un vrai gentil rat ne pue pas !
32. Quatre Souris au Far West
33. Ouille, ouille, ouille… Quelle trouille !
34. Le Karaté, c'est pas pour les ratés !
35. L'Île au trésor fantôme
36. Attention les moustaches… Sourigon arrive !
37. Au Secours ! Patty Spring débarque !
38. La Vallée des squelettes géants
39. Opération sauvetage
40. Retour à Castel Radin
41. Enquête dans les égouts puants
42. Mot de passe : Tiramisu
43. Dur dur d'être une Super-Souris !
44. Le Secret de la momie
45. Qui a volé le diamant géant ?
46. À l'école du fromage
47. Un Noël assourissant !
48. Le Kilimandjaro, c'est pas pour les zéros !
49. Panique au Grand Hôtel
50. Bizarres, bizarres ces fromages !
51. Neige en juillet, Moustaches gelées !
52. Camping aux chutes du Niagara
53. Agent secret Zéro Zéro K
54. Le Secret du lac disparu
55. Kidnapping chez les Ténébrax
56. Gare au calamar
57. Le Vélo c'est pas pour les Ramollos
58. Expéditions dans les collines noires
59. Bienvenue chez les Ténébrax
60. La Nouvelle Star de Sourisia
61. Une pêche extraordinaire
62. Jeu de piste à Venise
63. Piège au parc des mystères
64. Scoops en série à Sourisia
65. Le Secret du karaté
66. Le Monstre du lac lac
67. S.O.S. souris en orbite !
68. Dépêche-toi Cancoyote!
69. Geronimo, l'as du volant
70. Bons Baisers du Brésil
71. Noël à New-York
72. Sur la piste du livre d'or broché
73. Alerte aux pustules bleues !
74. Faucon rouge et Poule mouillée
75. Adieu, maison chérie !
76. Opération Panettone
77. Le Gang du chat géant
78. Le Mystère du rubis d'orient
79. Finale de foot à Sourisia !
80. Frousse dans la brousse
81. Une Souris à la mer !
82. Le Voleur de chocolat
83. La Nuit magique de Noël
84. Le Secret des patins d'argent
85. Joyeux anniversaire catastrophe !
86. Le Mystère du papyrus noir
87. Le gladiateur fantôme
88. Noël au pic du putois
89. Le Mystère des sept matriochkas
90. Cambriolage à Madrid
91. Le Secret de Léonard de Vinci
92. Le Concours des super chefs
93. À la poursuite de l'œil du dragon
94. Le Trésor des Mayas
95. Mystère et Redingote
96. Une médaille d'or pour Geronimo
97. Mystère à l'anglaise
98. Sabotage au Luna Park
99. Les Aventuriers de l'extrême
100. Terreur sur les collines chocolat

### Geronimo Stilton et Spaghetto
1. L'escape game infernal
2. Duel au skatepark
3. Vacances de choc !
4. Le secret du perroquet

### Les aventures de Sherlock
1. Elémentaire, mon cher Stilton !
2. Le brouillard noir
3. Le masque d'argent
4. La griffe du chat-garou
5. Des ombres dans la brume
6. Mystère, Rue des Intrigues

### L'île des dinosaures
1. Sur les traces du T.Rex
2. Tricératops à l'attaque !
3. Fuyons le vélociraptor !
4. Le Titanosaure glouton
5. Maman ptérosaure en colère !
6. Bébés stégosaures en danger !
7. Sauvés par un T.Rex !
8. A la rescousse des dinosaures

### Mini-Maxi
1. Au secours, j'ai rapetissé !

### Préhistos
1. Pas touche à la pierre à feu ! (2013)
2. Alerte aux météorites sur Silexcity ! (2013)
3. Des stalactites dans les moustaches ! (2013)
4. Au trot, Trottosaure ! (2013)
5. Tremblements de rire à Silexcity (2014)
6. Un micmac préhistolympique ! (2014)
7. Le Trésor de Piratrouk le Piraton (2014)
8. Peut-on adopter un bébé Terriblosaure ? (2015)
9. Écho du silex contre Radio-Ragot (2015)
10. Dans la lave jusqu'au cou ! (2015)
11. Trottosaure contre huile géante (2016)
12. Poulposaure à bâbord ! (2016)
13. Gare au Gonfiosore puant ! (2016)

### Grands livres
Collection « Le Royaume de la Fantaisie »
1. Le Royaume de la fantaisie
2. Le Royaume du bonheur
3. Le Royaume de la magie
4. Le Royaume des dragons
5. Le Royaume des elfes
6. Le Royaume des sirènes
7. Le Royaume des rêves
8. Le Royaume de l'horloge magique
9. Le grand livre du Royaume de la fantaisie
10. Le Royaume des sortilèges
11. Chevalier au Royaume de la fantaisie
12. Les Trésors du royaume de la fantaisie
13. Le grand secret
14. L'Île des dragons

Collection « Le Voyage dans le temps»
1. Préhistoire, Égypte, Moyen Âge
2. Les Romains, les Mayas, le Roi-Soleil
3. Les Mammouths, les Grecs, Léonard de Vinci
4. Cléopâtre, Gengis Khan, Élisabeth 1re d'Angleterre
5. Napoléon, Les Vikings, La Crète Antique, Le roi Salomon
6. Hélène de Troie, Attila, Charlemagne, Christophe Colomb et un Bébé Tricératops
7. La Grèce antique, l'Atlantide, Stonehenge et les souris du futur
8. L’Égypte, la Grèce antique, Naples et le japon
9. Alexandre le Grand, Cléopâtre et Mozart
10. Mission dinosaures
11. Mission Pirate
12. Mission Olympe
13. Mission Pyramides

Collection « Le Voyage autour du monde»
1. Le grand voyage autour du monde

Hors-séries
1. Le secret du courage
2. Enigme aux jeux Olympiques
3. Le secret des dinosaures

### Classiques jeunesse
- Robin des Bois
- Le Livre de la jungle
- L'Île au trésor
- Peter Pan
- Alice au pays des merveilles
- Robinson Crusoé
- Excalibur
- Les Voyages de Gulliver
- 20 Milles Lieues sous les mers
- Les Trois Mousquetaires
- Les Aventures de Sherlock Holmes
- Les Aventures d'Arsène Lupin

### Romans
Saga « Les Chroniques des mondes magiques »
1. La Quête du royaume perdu (2009)
2. La Porte enchantée (2010)
3. La Forêt des murmures (2010)
4. L'Anneau de lumière (2011)
5. L'Île des chevaliers pétrifiés (2012)
6. Le Secret des chevaliers (2013)

### Bandes dessinées[4]
1. La Découverte de l'Amérique
2. L'Imposteur du Colisée
3. Sur les traces de Marco Polo
4. Le Secret du Sphinx
5. Le Géant de glace
6. Qui a volé la Joconde ?
7. Stilton, les Olympiques sont en danger !
8. Dinosaures en action !
9. L’Étrange Machine à livres
10. Rejoue-la-nous, Mozart !
11. Le Mystère de la Tour Eiffel
12. Le Premier Samouraï
13. Le Train le plus rapide du Far West
14. On a marché sur la Lune
15. Un pour tous, tous pour Geronimo
16. Lumière, Caméra, Stilton !
17. Le Mystère du bateau pirate

## Série télévisée d’animation
Une série télévisée d’animation homonyme a été réalisée par Guy Vasilovich, coproduite par Atlantyca Entertainment et Moonscoop Productions, en collaboration avec Mike Young Productions (en) et avec la participation de Rai Fiction.
Celle-ci comporte deux saisons, chacune de 26 épisodes de 24 minutes et a été diffusée sur M6 dans l'émission M6 Kid en 2010 et 2013, sur France 5 dans Zouzous depuis le 1er octobre 2011, sur France 3 dans l'émission Ludo en 2012 et sur Boomerang depuis septembre 2019 et OUFtivi sur La Trois (Belgique) en septembre 2012. La chaîne d’origine est Rai 2.

### Fiche technique
- Titre original : Geronimo Stilton
- Réalisation : Guy Vasilovich
- Scénario : Annetta Zucchi, Maud Loisillier, Diane Morel
- Musique : Valmont, alias Rémi le Pennec
- Générique de début et de fin :
  - Musique : Thomas Dartigues
  - Paroles : Lou Lussier
  - Chant : Valmont

### Distribution
- Frédéric Popovic : Geronimo Stilton
- Pascale Chemin : Benjamin Stilton
- Catherine Collomb : Téa Stilton
- Fabrice Lelyon : Traquenard Stilton
- Ève Lorach : Sally
- Bernard Jung : Honoré Tourneboulé